# Pseudalosterna takagii
Pseudalosterna takagii är en skalbaggsart som beskrevs av Hayashi 1961. Pseudalosterna takagii ingår i släktet Pseudalosterna och familjen långhorningar. Inga underarter finns listade i Catalogue of Life.